# Об'єм стоку
Об'є́м сто́ку — кількість води, що проходить через створ водотоку за певний проміжок часу (добу, місяць, сезон, рік). 
Є важливим показником водності річки в гідрології. 
Для підрахунку об'єму стоку необхідно середні витрати води (м³/с) помножити на число секунд в інтервалі часу, за який розраховується об'єм стоку води (хвилин, годин, діб тощо). 
Одиниці вимірювання — м³ або км³ (залежно від водності річки і тривалості періоду вимірювання).